# Eufemio di Messina
Eufemio di Messina és una òpera seria en dos actes escrita per Ramon Carnicer sobre el llibret de Felice Romani. Es va estrenar el 14 de desembre de l’any 1832 al Teatro del Príncipe de Madrid sota la direcció del mateix Carnicer.

## Repartiment de l'estrena
- Ignazio Passini (Teodoto)
- Enriquette Meric-La lande (Selen)
- Carlo Trezzini (Eufemio)
- José Rodríguez (Alami)
- Fernando Cortabarría (Lucerio)
- Francisco Salas (Niceto)

## Precedents
La primera versió d'aquesta òpera va ser la de Francesco Morlacchi, mestre de capella de S.M. el rei de Saxònia; l'estrena d'aquesta va ser al teatre La Fenice de Venècia durant el Carnaval de 1828. Un any després Giuseppe Persiani va estrenar Eufemio, una nova versió musical del mateix llibret al Teatre del Giglio de Luca.

## Instrumentació
vn1, vn2, va, fl, oc, 2 ob, 2 cl, 4 co, 2 trm, 2 fg, 2 tbn, arp, vc, ba, tim, cam.
Banda: oc, quar, 2 cl, 2 co, 2 trm, corn de claus, 3 tbn, ba, 2 tam, g ca.

## Argument
Un jove sicilià, de nom Eufemio, estimava amb bogeria i de manera corresposta a la filla de Teodoto, governador de Sicília, càrrec que rebia en aquell temps el títol d’Exarca. La diferència de classe i llinatge s'oposava a la unió d’aquests dos joves, a més Eufemio buscava l’èxit i la popularitat entre els seus conciutadans. Però aquest anhel de glòria encara li va ser més perjudicial, ja que Teodoto, sospitant que la intenció de Eufemio era prendre-li el govern de Sicília, no només va menysprear el fet de convertir-se en el seu gendre sinó que va moure tots els fils possibles per desterrar-lo de la seva pàtria.
Selene, filla de Teodoto, plorava la pèrdua del seu amant tancada en un claustre, on semblava que es consagrava al culte diví durant uns anys. Durant aquest temps Eufemio emigrà a l'Àfrica, on tot esperant i anhelant la venjança va acostar-se a la secta mahometana, es va disfressar amb el nom de Hazan, i va fer-se amo de l'esquadra sarraïna que es dirigia a la invasió de Sicília. La victòria l’acompanya. La major part de l’illa cau en mans dels invasors.
En aquest punt és quan comença l’acció d’aquest melodrama, que l’autor situa cap a l'any 825, quan regnava a Constantinoble l'emperador Miquel II.
Hazan ofereix abandonar el camp de batalla si li concedeixen la mà de Selene, o per contra, portarà la total destrucció a la decadent ciutat assetjada. Tant l'exarca com els guerrers refusen la proposta, però el poble veu en aquesta l'única sortida a la pròpia salvació, i Selene és arrencada de la sagrada protecció del convent i entregada al musulmà. Selene, quan s'acomiada del seu pare, jura rebent “l’acer” que aquest li dona, que amb ell salvarà a Sicília del seu opressor, o el clavarà al seu pit abans que un bàrbar li prengui la seva innocència. Selene es dirigeix cap al camp enemic, però quina és la sorpresa quan s'adona que al qui anava a assassinar era en realitat l’objecte de la seva passió. L’amor venç les promeses més solemnes i els amants s'abandonen al desig i preparen les núpcies que tant esperaven.
Teodoto, degut a la seva impaciència, es dirigeix al camp enemic; però on s'hi esperava un riu de sang s'hi troba una celebració, i aquella mà que havia de consumar la venjança li prepara la més terrible de les traïcions. Tot i els intens d’arrencar la seva filla de les mans del traïdor, fracassa quan “l’acer” vencedor es posa al mig del seu camí. I creix la seva pena quan veu la incertesa en la que vacil·la Selene entre el seu pare i el seu amant, lluitant a la vegada entre l’honor i l’amor.
Els guerrers musulmans culpen al seu cap de la tardança en l'extermini de la ciutat, i arriben a rebel·lar-se contra ell, reclamant també la vida de l'esclava, en els braços de la qual s'apagava la feresa de l’invencible Eufemio. Alamir, el seu confident, tem pels resultats de tal amor, i prepara la fuga de Selene i el seu pare, Teodoto com a única sortida per calmar la ràbia que sentien els sarraïns. Però Eufemio, en veure’s privat de la seva estimada, terroritza als rebels, incendia la ciutat i corre a la recerca de Selene jurant exterminar a qualsevol que es posi al seu davant en el seu intent de trobar-la. Els fugitius havien trobat amagatall en un monestir al peu de l'Etna, però ni allà van estar segurs, ja que l’impuls destructor d’Eufemio va penetrar els murs de la santa casa, i cec de venjança va ferir de mort a Teodoto, que espira l’últim alè entre els seus braços i els de Selene, invocant tendrament per al seu assassí el perdó de l’Ésser etern.